# Alejandro Nava
Alejandro Nava (San Luis Potosí, 10 de agosto de 1956 -Zacatecas, 20 de febrero de 2014) fue un pintor y grabador mexicano de arte contemporáneo.

## Biografía
A los 18 años, estudió pintura en el Instituto de Bellas Artes de Zacatecas. En 1975, estudió dibujo, pintura y grabado en el Instituto Potosino de Bellas Artes de San Luis Potosí. En 1977 estudió grabado en el Museo José Guadalupe Posada de Aguascalientes, mismo año en que obtuvo una beca del estado de Zacatecas para realizar estudios en el Taller Siqueiros de Cuernavaca, Morelos. Acusioso investigador e incansable lector, buscó nutrir sus trabajos con nuevos conocimientos adquiridos en libros y viajes por Estados Unidos y Europa.
El 20 de febrero de 2014, murió en Zacatecas como consecuencia de un agravado cuadro cancerígeno.

## Exposiciones

### Exposiciones individuales
- 1976: Librería de la Universidad Autónoma de Zacatecas, Zacatecas, México.
- 1978: Casa de la Cultura de Pue., Puebla, México Ex-templo de San Agustín, Zacatecas, Zacatecas, México.
- 1979: I.T.R. de San Luis Potosí, San Luis Potosí, México CANACO de Querétaro, Qro.
- 1980: Alianza Francesa, San Luís PotosÍ, San Luis Potosí, México.
- 1982: Galería Gradiva, Zacatecas, Zacatecas, México.
- 1984: Galería José Clemente Orozco, México D.F.
- 1985: Galería Ledezma, Aguascalientes, Aguascalientes, México.
- 1986: Galería Collage, Monterrey, N.L., México.
- 1987: Universidad Pedagógica, Zacatecas, Zacatecas, México.
- 1988: Casa Aztlán, Chicago, Illinois, Estados Unidos.
- 1989: Mexican Fine Arts Center Museum, Chicago, Illinois, Estados Unidos.
- 1990: McCormic Place International Gallery Invitation, Chicago, Illinois, Estados Unidos.
- 1994: Galería Quetzal, Oaxaca, Oaxaca, México.

### Exposiciones colectivas
- 1974: Teatro Calderón, Zacatecas, Zacatecas. México.
- 1977: Taller Siqueiros, Cuernavaca, Morelos, México.
- 1979: Concurso para estudiantes de Artes Plásticas, Museo del Palacio de Bellas Artes, México D.F.
- 1980: Ex templo de San Agustín, Zacatecas, Zacatecas, México.
- 1982: Encuentro Nacional de Arte Joven, Museo del Palacio de Bellas Artes, México D.F.
- 1983: III Encuentro de Arte Joven, Museo del Palacio de Bellas Artes, México D.F.
- 1993: Galería Chapultepec, México D.F.
- 1984: IV Encuentra de Arte Joven, Auditorio Nacional, México D.F.
- 1985: Presencia Plástica de Zacatenas, Senado de la República, México D.F.
- 1985: Bienal de Pintura «Villa Joya», Madrid, España.
- 1985: Galería Guild Book, Chicago, Illinois, Estados Unidos.
- 1986: Inauguración del Taller Julio Ruelas, Zacatecas, Zacatecas, México.
- 1987: Cuatro en Zacatecas, Galería El Sótano, Zacatecas, Zacatecas, México.
- 1988: Taller Julio Ruelas, Centro Cultural José Guadalupe Pasada, México D.F.
- 1988: Exposición itinerante por el interior del país, Foro de Arte y Cultura, Guadalajara, Jalisco, México.
- 1988: Centro de Difusión Cultural, San Luis Potosí, San Luis Potosí, México.
- 1988: Museo Francisco Goitia, Zacatecas, Zacatecas, México.
- 1988: Teatro lsauro Martínez, Torreón, Coah., México.
- 1988: Taller de Arte Mexicano, Chicago, Illinois, Estados Unidos.
- 1988: Gráfica 88, Palacio Legislativo, Zacatecas, Zacatecas, México.
- 1989: Concurso Estatal de Artes Plásticas Pedro y Rafael Coronel, Zacatecas, Zacatecas, México.
- 1989: Salón de Espacios Alternativos, Galería del Auditorio Nacional, México D.F.
- 1989: Pintores Zacatecanos, Michigan Galley Detroit, Míchigan, Estados Unidos.
- 1990: Ex templo de San Agustín, Zacatecas, Zacatecas. México.
- 1990: Taller Julio Ruelas, Casa de la Cultura de Durango, Durango, México.
- 1990: Día de Muertos, Mexican Fine Arts Center Museum, Chicago, Illinois, Estados Unidos.
- 1990: Día de Muertos, Museo José Guadalupe Pasada, Aguascalientes, Aguascalientes, Estados Unidos.
- 1992: Don Giovanni, Los artistas celebran a Mozart, Museo de Arte Moderno, México D.F.
- 1992: Artistas Zacatecanos, itinerante por el interior del país, Segunda de siete, Museo Nacional de la Estampa, México D.F.
- 1993: International Art Exposition, Chicago, Illinois, Estados Unidos.
- 1994: Los Zacatecanos, Galería Casa Lamm, México D.F.
- 1994: FIAL, Bruselas, Bélgica.
- 1994: Noyes Cultural Center, Evanston, Illinois.
- 1995: Homenaje a Francisco de Santiago, ex templo de San Agustín, Zacatecas, Zacatecas, México.
- 1996: Autorretrato en México, Años 90, Museo de Arte Moderno, México.
- 1997: Colectiva de Máscaras, Poliforum Cultural Siqueiros, México D.F.
- 1998: Archngels in the Latin American Tradition, The Museum of Latin American Art, Long Beach, California, Estados Unidos.
- 1998: Pintores Zacatecanos, Instituto Cultural Mexicano, Los Ángeles, California, Estados Unidos.